# Oberwindhag
Oberwindhag ist eine Ortschaft und eine Katastralgemeinde der Stadtgemeinde Weitra im Bezirk Gmünd in Niederösterreich mit 51 Einwohnern (Stand 1. Jänner 2025).

## Geografie
Das nur über St. Wolfgang erreichbare Dorf befindet sich südöstlich davon und unterhalb der Steinernen Stube (786 m ü. A.) und des Windhagberges (782 m ü. A.). Etwas unterhalb des Ortes fließt der Pfaffenbach vorüber. Am 1. April 2020 umfasste die Ortschaft 21 Adressen.

## Geschichte
Die als Waldbauern gut bestifteten Einwohner betrieben Ackerbau und Viehwirtschaft, schrieb Schweickhardt im 19. Jahrhundert. Im Jahr 1822 wurde der Ort als Dorf mit 13 Häusern genannt, das nach St. Wolfgang eingepfarrt war, wohin auch die Kinder eingeschult wurden. Die Herrschaft Zwettl besaß die Ortsobrigkeit, besorgte die Konskription und hatte die Grundherrschaft inne. Die Landgerichtsbarkeit wurde von der Herrschaft Weitra ausgeübt.
Laut Adressbuch von Österreich waren im Jahr 1938 in Oberwindhag zwei Zimmermeister und mehrere Landwirte ansässig.

## Siedlungsentwicklung
Zum Jahreswechsel 1979/1980 befanden sich in der Katastralgemeinde Oberwindhag insgesamt 23 Bauflächen mit 9.748 m² und 4 Gärten auf 6.256 m², und auch 1989/1990 waren es 23 Bauflächen. 1999/2000 war die Zahl der Bauflächen auf 77 angewachsen und 2009/2010 waren es 45 Gebäude auf 79 Bauflächen.

## Landwirtschaft
Die Katastralgemeinde ist landwirtschaftlich geprägt. 140 Hektar wurden zum Jahreswechsel 1979/1980 landwirtschaftlich genutzt und 52 Hektar waren forstwirtschaftlich geführte Waldflächen. 1999/2000 wurde auf 140 Hektar Landwirtschaft betrieben und 53 Hektar waren als forstwirtschaftlich genutzte Flächen ausgewiesen. Ende 2018 waren 133 Hektar als landwirtschaftliche Flächen genutzt und Forstwirtschaft wurde auf 53 Hektar betrieben. Die durchschnittliche Bodenklimazahl von Oberwindhag beträgt 15,5 (Stand 2010).